# Tipula mormon
Tipula mormon är en tvåvingeart som beskrevs av Alexander 1948. Tipula mormon ingår i släktet Tipula och familjen storharkrankar. Inga underarter finns listade i Catalogue of Life.